# Başköy, Kurucaşile
Başköy là một xã thuộc huyện Kurucaşile, tỉnh Bartın, Thổ Nhĩ Kỳ. Dân số thời điểm năm 2011 là 585 người.